# Robert Ryman
Pour les articles homonymes, voir Ryman.
 (novembre 2018).
Si vous disposez d'ouvrages ou d'articles de référence ou si vous connaissez des sites web de qualité traitant du thème abordé ici, merci de compléter l'article en donnant les références utiles à sa vérifiabilité et en les liant à la section « Notes et références ».
Robert Tracy Ryman, né le 30 mai 1930 à Nashville et mort le 8 février 2019 à Greenwich Village, est un artiste peintre américain.

## Biographie
En 1953, Robert Ryman déménage de Nashville pour s'installer à New York, avec l'intention de devenir saxophoniste professionnel de jazz. Rapidement, pour boucler les fins de mois, il prend un travail durant la journée en étant gardien de musée. Il rencontre alors Sol LeWitt et Dan Flavin, qui travaillent à ses côtés au MoMAmais aussi Lucy Lippard avec qui il se mariera et qui, à cette époque, travaille à la bibliothèque du musée. Il rencontre également l'artiste Roy Lichtenstein durant les années 1950.
Il est captivé par les récentes acquisitions du musée, les travaux des peintres expressionnistes abstraits Mark Rothko, Willem de Kooning, Clyfford Still, Jackson Pollock et Barnett Newman. Attiré par la peinture, il achète des fournitures au marchand de couleur local et commence à expérimenter dans son appartement en 1955.
Ryman a sa première exposition personnelle à la galerie Paul Bianchini en 1967 à l'âge de 36 ans. Sa première exposition muséale a lieu en 1971 au musée Solomon R. Guggenheim de New York.
Il était en relation avec l'ancien conservateur Orrin Riley, qui lui donnait souvent des conseils sur les matériaux et comment les utiliser sur les différents supports.
Il était membre de l'Académie américaine des arts et des lettres depuis 1994, ainsi que de l'Académie américaine des arts et des sciences.

## Œuvre
L'œuvre de Ryman s'identifie aux mouvements des œuvres monochromes, du minimalisme et de l'art conceptuel. La plupart de ses œuvres sont expressionnistes abstraites, variations autour de la couleur blanche, peintes sur des toiles ou des surfaces en métal.
Bien qu'il soit classé dans le mouvement du minimalisme, l'artiste préfère être authentifié comme un « réaliste » car il n'est pas intéressé par la création d'illusions, mais seulement par la présentation des matériaux qu'il a utilisés dans ses compositions. Durant toute sa vie, il n'a cessé d'expérimenter les différents supports (toiles, métal aluminium, plexiglas, vinyl, carton ondulé, journal, fibre de verre, papier fait main, etc.) en peignant, dessinant avec de la caséine, de la gouache, des acryliques, des encaustiques, des pastels, des crayons gras, des graphites, des émaux. Ryman a aussi pratiqué les techniques de l’estampe : gravure, aquatinte, lithographie, sérigraphie.
Ryman a toujours dit que les titres de ses œuvres n'ont aucun sens, et que ceux-ci existent comme une forme d'identification.[réf. nécessaire] D'ailleurs, il leur préfère le terme de « nom » car il ne crée une œuvre que par rapport à la peinture et les matériaux qu'il utilise. Les « noms » de ses peintures viennent souvent de ses fournisseurs ou fabricants et sont des mots qui n'ont pas de signification particulière.

### Prix
- 2005 : Praemium Imperiale
- 2005 : Prix Haftmann, décerné par la fondation suisse Roswitha-Haftmann à un « artiste vivant ayant produit une œuvre de première importance »

## Expositions
De 1975 à la fin des années 1990, Ryman suspend ses œuvres au mur avec des accrochages métalliques. Il dessine ses systèmes spécifiquement pour chacune de ses pièces et les fait réaliser par un serrurier.
- 1992 : grande rétrospective de son œuvre au MoMA et à la Tate Gallery

- 2024 : « Robert Ryman. Le regard en acte »[3], musée de l'Orangerie, Paris

## Collections
Le Hallen für Neue Kunst (en) à Schaffhouse en Suisse a la plus importante collection de ses œuvres et en expose en permanence 29 d'entre elles datant de 1959 à 2007.
En France, l'un des plus célèbres collectionneurs de l'artiste fut le réalisateur et producteur de cinéma Claude Berri qui l'exposa à deux reprises dans son espace RENN.

### Filmographie
Ryman fut interviewé à deux reprises à la télévision par l'écrivain et producteur Barbaralee Diamonstein : une fois pour le livre et la production vidéo Inside New York's Art World, en 1979, et, à nouveau, pour Inside the Art World, en 1993.